# Sărmanul Dionis
Sărmanul Dionis este una dintre primele nuvele fantastice din literatura română, operă semnată de Mihai Eminescu, publicată în 1872.
Gheorghe Glodeanu afirmă în Avatarurile prozei lui Eminescu (2000): „Cronologic, primul autor de proză fantastică românească de certă valoare este Mihai Eminescu, considerat și creatorul genului la noi în țară.”
Dionis sau Dan, prin folosirea unei cărți magice, călătorește prin timp și spațiu, într-o perturbare a ordinii firești a realității. Prezentul lui Dionis se amestecă cu trecutul lui Dan, ceea ce trezește nedumerirea cititorilor, cu toate acestea sfârșitul nuvelei amplifică enigma, nu o rezolvă.

## Vezi și
- Proza fantastică românească
- Cezara (1876) de Mihai Eminescu